# Belmont (Gers)
Pour les articles homonymes, voir Castéra et Belmont.
Belmont (Bèlmont en gascon) est une commune française située dans le centre du département du Gers, en région Occitanie. Sur le plan historique et culturel, la commune est dans le Pays d'Auch, un territoire céréalier et viticole qui s'est également constitué en pays au sens aménagement du territoire en 2003.
Exposée à un climat océanique altéré, elle est drainée par l'Auzoue, la Guiroue et par divers autres petits cours d'eau.
Belmont est une commune rurale qui compte 150 habitants en 2022, après avoir connu un pic de population de 610 habitants en 1846.  Elle fait partie de l'aire d'attraction de Vic-Fezensac. Ses habitants sont appelés les Belmontais ou Belmontaises.
Ses habitants sont les Belmontais.

## Géographie

### Localisation
La commune de Belmont se situe dans le canton de Vic-Fezensac et dans l'arrondissement d'Auch, entre les vallées de l'Auzoue et de la Guiroue, à 10 km au sud de la commune de Vic-Fezensac,.

### Communes limitrophes
Les communes limitrophes sont  Castillon-Debats, Cazaux-d'Anglès, Lupiac, Préneron, Roquebrune et Tudelle.
| Castillon-Debats | Préneron        | Roquebrune |
| Lupiac           | Belmont         | Tudelle    |
|                  | Cazaux-d'Anglès |            |

### Géologie et relief
L'altitude de la commune varie de 130 mètres à 212 mètres. L'altitude moyenne est de 175 m et le village lui-même est à 197 m.
Belmont se situe en zone de sismicité 2 (sismicité faible).

### Hydrographie

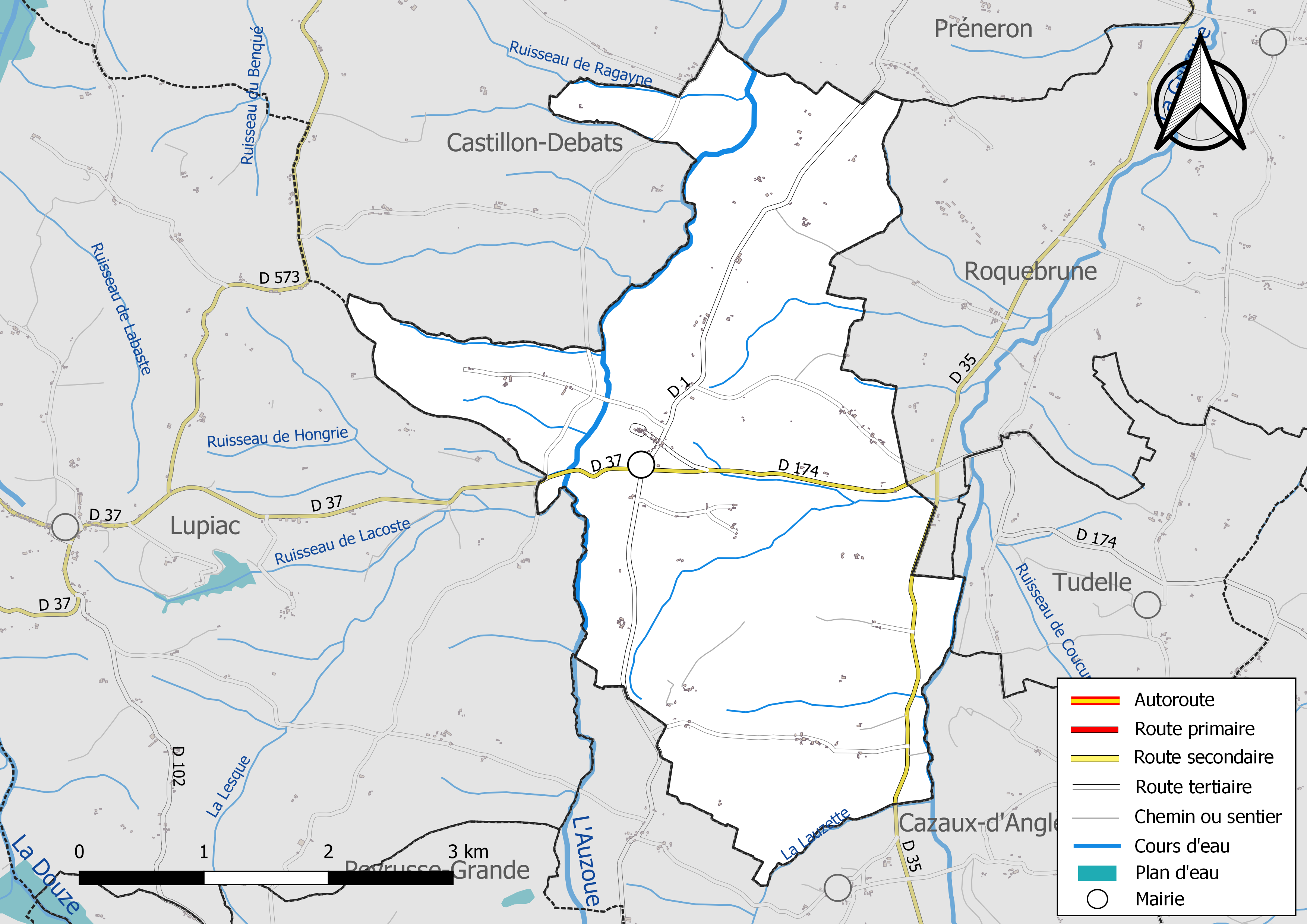
Réseaux hydrographique et routier de Belmont.

La commune est dans le bassin de la Garonne, au sein du bassin hydrographique Adour-Garonne. Elle est drainée par l'Auzoue, la Guiroue, la Lauzette, le ruisseau de Lacoste, le ruisseau de Ragayne et par divers petits cours d'eau, qui constituent un réseau hydrographique de 19 km de longueur totale,.
L'Auzoue, d'une longueur totale de 74,3 km, prend sa source dans la commune de Mascaras et s'écoule vers le nord. Il traverse la commune et se jette dans la Gélise à Réaup-Lisse, après avoir traversé 19 communes.
La Guiroue, d'une longueur totale de 26,3 km, prend sa source dans la commune de Saint-Christaud et s'écoule vers le nord. Elle traverse la commune et se jette dans l'Osse à Vic-Fezensac, après avoir traversé 11 communes.

### Climat
Pour des articles plus généraux, voir Climat de l'Occitanie et Climat du Gers.
En 2010, le climat de la commune est de type climat du Bassin du Sud-Ouest, selon une étude s'appuyant sur une série de données couvrant la période 1971-2000. En 2020, Météo-France publie une typologie des climats de la France métropolitaine dans laquelle la commune est exposée à un climat océanique altéré et est dans la région climatique Aquitaine, Gascogne, caractérisée par une pluviométrie abondante au printemps, modérée en automne, un faible ensoleillement au printemps, un été chaud (19,5 °C), des vents faibles, des brouillards fréquents en automne et en hiver et des orages fréquents en été (15 à 20 jours).
Pour la période 1971-2000, la température annuelle moyenne est de 13,5 °C, avec une amplitude thermique annuelle de 14,8 °C. Le cumul annuel moyen de précipitations est de 835 mm, avec 10,6 jours de précipitations en janvier et 6,5 jours en juillet. Pour la période 1991-2020, la température moyenne annuelle observée sur la station météorologique la plus proche, située sur la commune de Lupiac à 5 km à vol d'oiseau, est de 13,8 °C et le cumul annuel moyen de précipitations est de 879,7 mm,. Pour l'avenir, les paramètres climatiques de la commune estimés pour 2050 selon différents scénarios d'émission de gaz à effet de serre sont consultables sur un site dédié publié par Météo-France en novembre 2022.

### Milieux naturels et biodiversité
Aucun espace naturel présentant un intérêt patrimonial n'est recensé sur la commune dans l'inventaire national du patrimoine naturel,,.

## Urbanisme

### Typologie
Au 1er janvier 2024, Belmont est catégorisée commune rurale à habitat très dispersé, selon la nouvelle grille communale de densité à sept niveaux définie par l'Insee en 2022.
Elle est située hors unité urbaine. Par ailleurs la commune fait partie de l'aire d'attraction de Vic-Fezensac, dont elle est une commune de la couronne,. Cette aire, qui regroupe 11 communes, est catégorisée dans les aires de moins de 50 000 habitants,.

### Occupation des sols
L'occupation des sols de la commune, telle qu'elle ressort de la base de données européenne d’occupation biophysique des sols Corine Land Cover (CLC), est marquée par l'importance des territoires agricoles (98,7 % en 2018), une proportion identique à celle de 1990 (98,7 %). La répartition détaillée en 2018 est la suivante : 
terres arables (73,7 %), zones agricoles hétérogènes (18,2 %), prairies (6,8 %), forêts (1,3 %). L'évolution de l’occupation des sols de la commune et de ses infrastructures peut être observée sur les différentes représentations cartographiques du territoire : la carte de Cassini (XVIIIe siècle), la carte d'état-major (1820-1866) et les cartes ou photos aériennes de l'IGN pour la période actuelle (1950 à aujourd'hui).

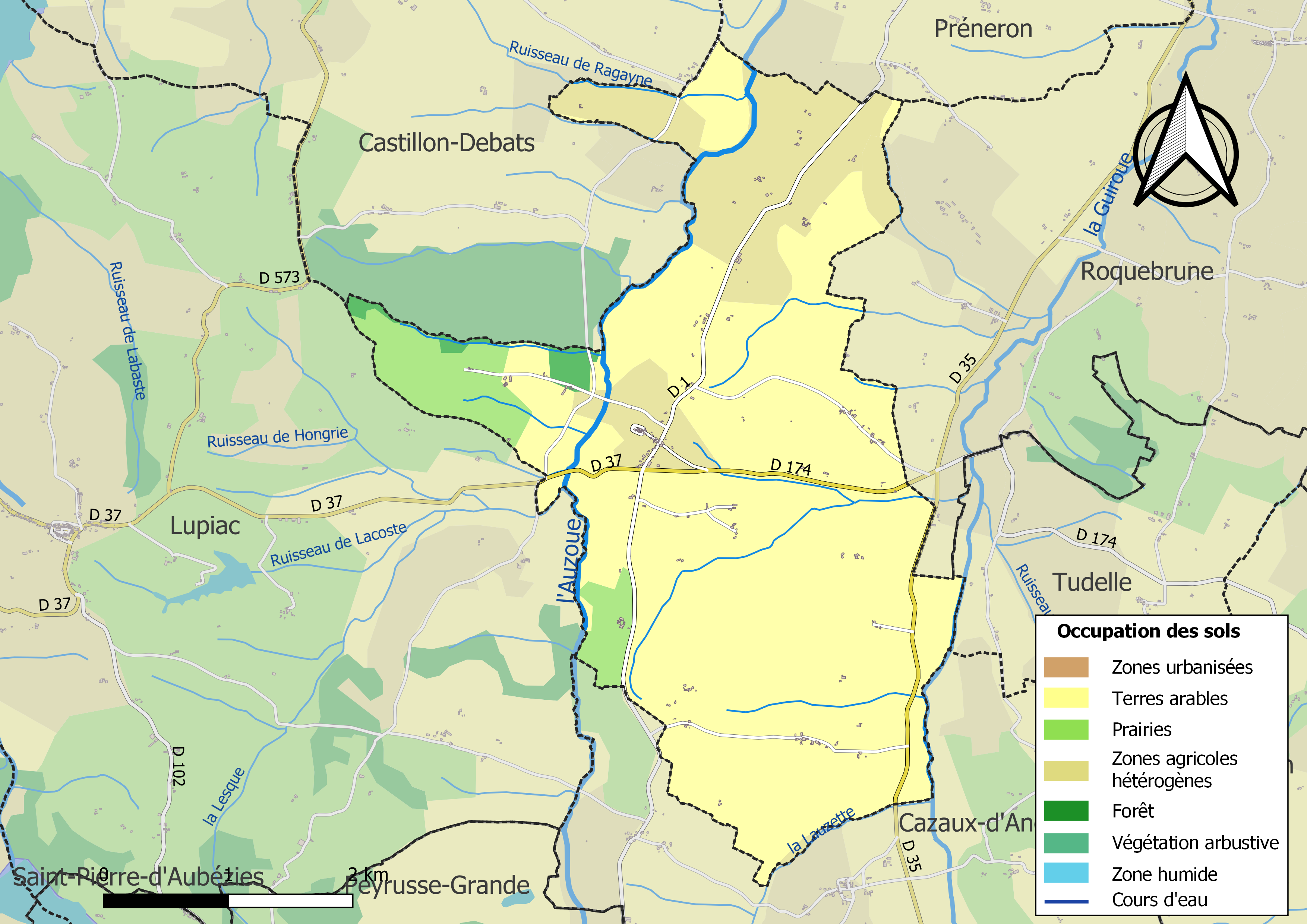
Carte des infrastructures et de l'occupation des sols de la commune en 2018 (CLC).

### Voies de communication et transports
Belmont est traversée en son milieu du nord au sud par la route départementale qui relie Vic-Fezensac à Bassoues. Elle est également le point de départ de la D37, qui se dirige vers l'ouest en direction de Lupiac, et de la D174 qui se dirige vers l'est en direction de Le Brouilh-Monbert. Enfin, la D35 traverse le sud-est de la commune du sud vers le nord, de Cazaux-d'Angles vers Roquebrune.

### Risques majeurs
Le territoire de la commune de Belmont est vulnérable à différents aléas naturels : météorologiques (tempête, orage, neige, grand froid, canicule ou sécheresse) et séisme (sismicité très faible). Il est également exposé à un risque technologique,  le transport de matières dangereuses. Un site publié par le BRGM permet d'évaluer simplement et rapidement les risques d'un bien localisé soit par son adresse soit par le numéro de sa parcelle.

#### Risques naturels

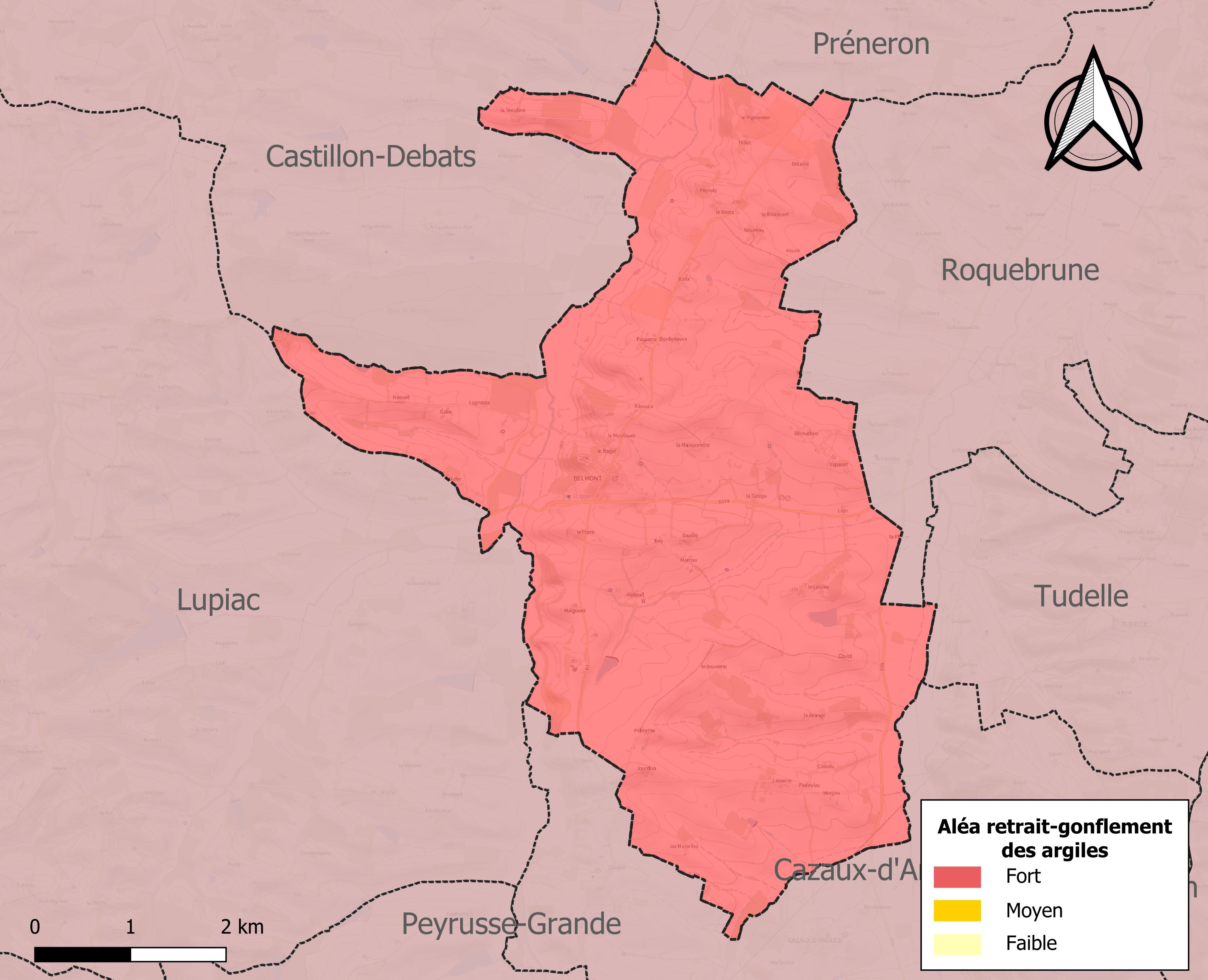
Carte des zones d'aléa retrait-gonflement des sols argileux de Belmont.

Le retrait-gonflement des sols argileux est susceptible d'engendrer des dommages importants aux bâtiments en cas d’alternance de périodes de sécheresse et de pluie. La totalité de la commune est en aléa moyen ou fort (94,5 % au niveau départemental et 48,5 % au niveau national). Sur les 97 bâtiments dénombrés sur la commune en 2019, 97 sont en aléa moyen ou fort, soit 100 %, à comparer aux 93 % au niveau départemental et 54 % au niveau national. Une cartographie de l'exposition du territoire national au retrait gonflement des sols argileux est disponible sur le site du BRGM,.
Par ailleurs, afin de mieux appréhender le risque d’affaissement de terrain, l'inventaire national des cavités souterraines permet de localiser celles situées sur la commune.
La commune a été reconnue en état de catastrophe naturelle au titre des dommages causés par les inondations et coulées de boue survenues en 1983, 1999 et 2009. Concernant les mouvements de terrains, la commune a été reconnue en état de catastrophe naturelle au titre des dommages causés par la sécheresse en 1989 et 2017 et par des mouvements de terrain en 1999.

#### Risques technologiques
Le risque de transport de matières dangereuses sur la commune est lié à sa traversée par des infrastructures routières ou ferroviaires importantes ou la présence d'une canalisation de transport d'hydrocarbures. Un accident se produisant sur de telles infrastructures est en effet susceptible d’avoir des effets graves au bâti ou aux personnes jusqu’à 350 m, selon la nature du matériau transporté. Des dispositions d’urbanisme peuvent être préconisées en conséquence.

## Politique et administration

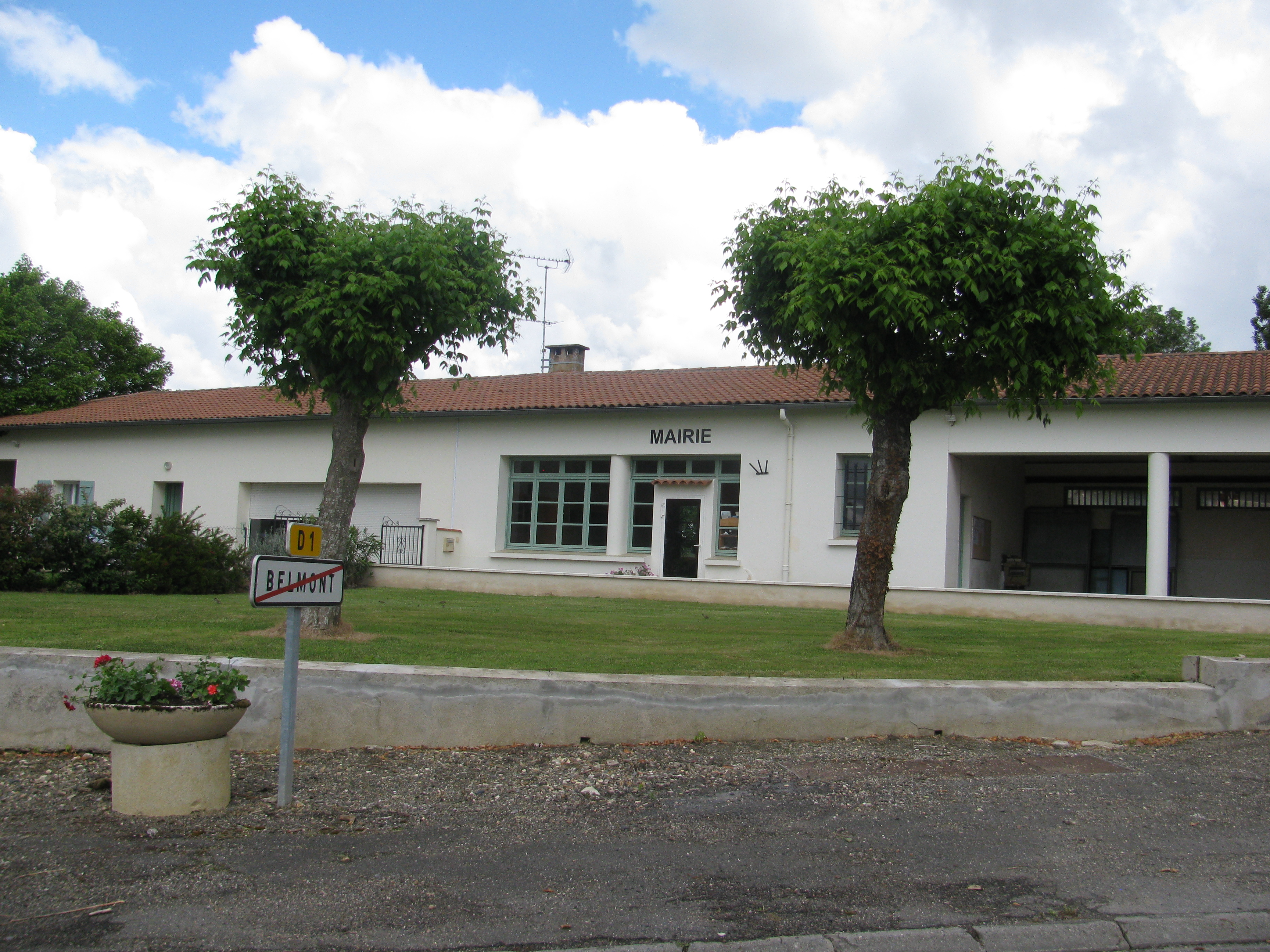
Mairie de Belmont.

### Liste des maires
| Période                                  | Période  | Identité         | Étiquette | Qualité          |
| ---------------------------------------- | -------- | ---------------- | --------- | ---------------- |
| 2001                                     | 2014     | André Soules     | PRG       |                  |
| 2014                                     | En cours | Jean-Pierre Doat | DVG       | Salarié agricole |
| Les données manquantes sont à compléter. |          |                  |           |                  |

## Population et société

### Démographie
| 1793 | 1800 | 1806 | 1821 | 1831 | 1841 | 1846 | 1851 | 1856 |
| ---- | ---- | ---- | ---- | ---- | ---- | ---- | ---- | ---- |
| 440  | 428  | 458  | 526  | 602  | 600  | 610  | 597  | 595  |

| 1861 | 1866 | 1872 | 1876 | 1881 | 1886 | 1891 | 1896 | 1901 |
| ---- | ---- | ---- | ---- | ---- | ---- | ---- | ---- | ---- |
| 552  | 522  | 504  | 506  | 517  | 473  | 456  | 448  | 396  |

| 1906 | 1911 | 1921 | 1926 | 1931 | 1936 | 1946 | 1954 | 1962 |
| ---- | ---- | ---- | ---- | ---- | ---- | ---- | ---- | ---- |
| 417  | 375  | 322  | 330  | 362  | 339  | 321  | 277  | 258  |

| 1968 | 1975 | 1982 | 1990 | 1999 | 2006 | 2007 | 2012 | 2017 |
| ---- | ---- | ---- | ---- | ---- | ---- | ---- | ---- | ---- |
| 246  | 225  | 191  | 165  | 150  | 150  | 150  | 151  | 150  |

| 2022 | - | - | - | - | - | - | - | - |
| ---- | - | - | - | - | - | - | - | - |
| 150  | - | - | - | - | - | - | - | - |

### Manifestations culturelles et festivités

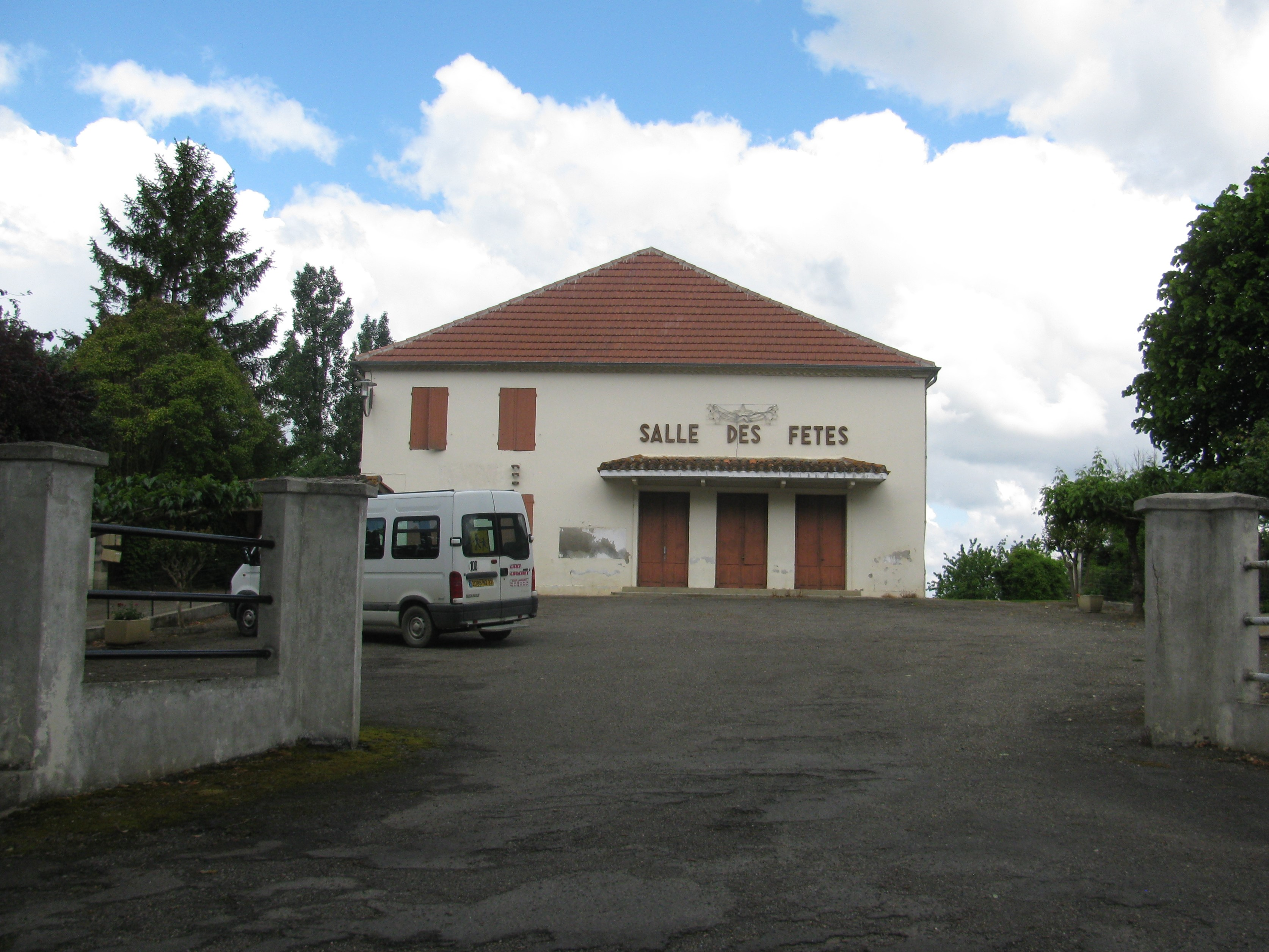
Salle des fêtes communale.

- Fête patronale : 8 septembre[28].
- Festi'Peuple : juin[29]

## Économie

### Emploi
|                | 2008  | 2013  | 2018   |
| -------------- | ----- | ----- | ------ |
| Commune        | 7,3 % | 8,1 % | 10,7 % |
| Département    | 6,1 % | 7,5 % | 8,2 %  |
| France entière | 8,3 % | 10 %  | 10 %   |

En 2018, la population âgée de 15 à 64 ans s'élève à 75 personnes, parmi lesquelles on compte 81,3 % d'actifs (70,7 % ayant un emploi et 10,7 % de chômeurs) et 18,7 % d'inactifs,. En  2018, le taux de chômage communal (au sens du recensement) des 15-64 ans est supérieur à celui de la France et du département, alors qu'il était inférieur à celui de la France en 2008.
La commune fait partie de la couronne de l'aire d'attraction de Vic-Fezensac, du fait qu'au moins 15 % des actifs travaillent dans le pôle,. Elle compte 26 emplois en 2018, contre 18 en 2013 et 17 en 2008. Le nombre d'actifs ayant un emploi résidant dans la commune est de 53, soit un indicateur de concentration d'emploi de 49 % et un taux d'activité parmi les 15 ans ou plus de 48,8 %.
Sur ces 53 actifs de 15 ans ou plus ayant un emploi, 21 travaillent dans la commune, soit 40 % des habitants. Pour se rendre au travail, 77,4 % des habitants utilisent un véhicule personnel ou de fonction à quatre roues, 3,8 % s'y rendent en deux-roues, à vélo ou à pied et 18,9 % n'ont pas besoin de transport (travail au domicile).

### Activités hors agriculture
10 établissements sont implantés  à Belmont au 31 décembre 2019.
Le secteur du commerce de gros et de détail, des transports, de l'hébergement et de la restauration est prépondérant sur la commune puisqu'il représente 50 % du nombre total d'établissements de la commune (5 sur les 10 entreprises implantées  à Belmont), contre 27,7 % au niveau départemental.

### Agriculture
La commune est dans le Ténarèze, une petite région agricole occupant le centre du département du Gers, faisant transition entre lʼAstarac “pyrénéen”, dont elle est originaire et dont elle prolonge et atténue le modelé, et la Gascogne garonnaise dont elle annonce le paysage. En 2020, l'orientation technico-économique de l'agriculture  sur la commune est la culture de céréales et/ou d'oléoprotéagineuses.
|               | 1988  | 2000 | 2010 | 2020  |
| ------------- | ----- | ---- | ---- | ----- |
| Exploitations | 23    | 19   | 13   | 11    |
| SAU (ha)      | 1 132 | 999  | 887  | 1 127 |

Le nombre d'exploitations agricoles en activité et ayant leur siège dans la commune est passé de 23 lors du recensement agricole de 1988  à 19 en 2000 puis à 13 en 2010 et enfin à 11 en 2020, soit une baisse de 52 % en 32 ans. Le même mouvement est observé à l'échelle du département qui a perdu pendant cette période 51 % de ses exploitations,. La surface agricole utilisée sur la commune a également diminué, passant de 1 132 ha en 1988 à 1 127 ha en 2020. Parallèlement la surface agricole utilisée moyenne par exploitation a augmenté, passant de 49 à 102 ha.

### Entreprises et commerces

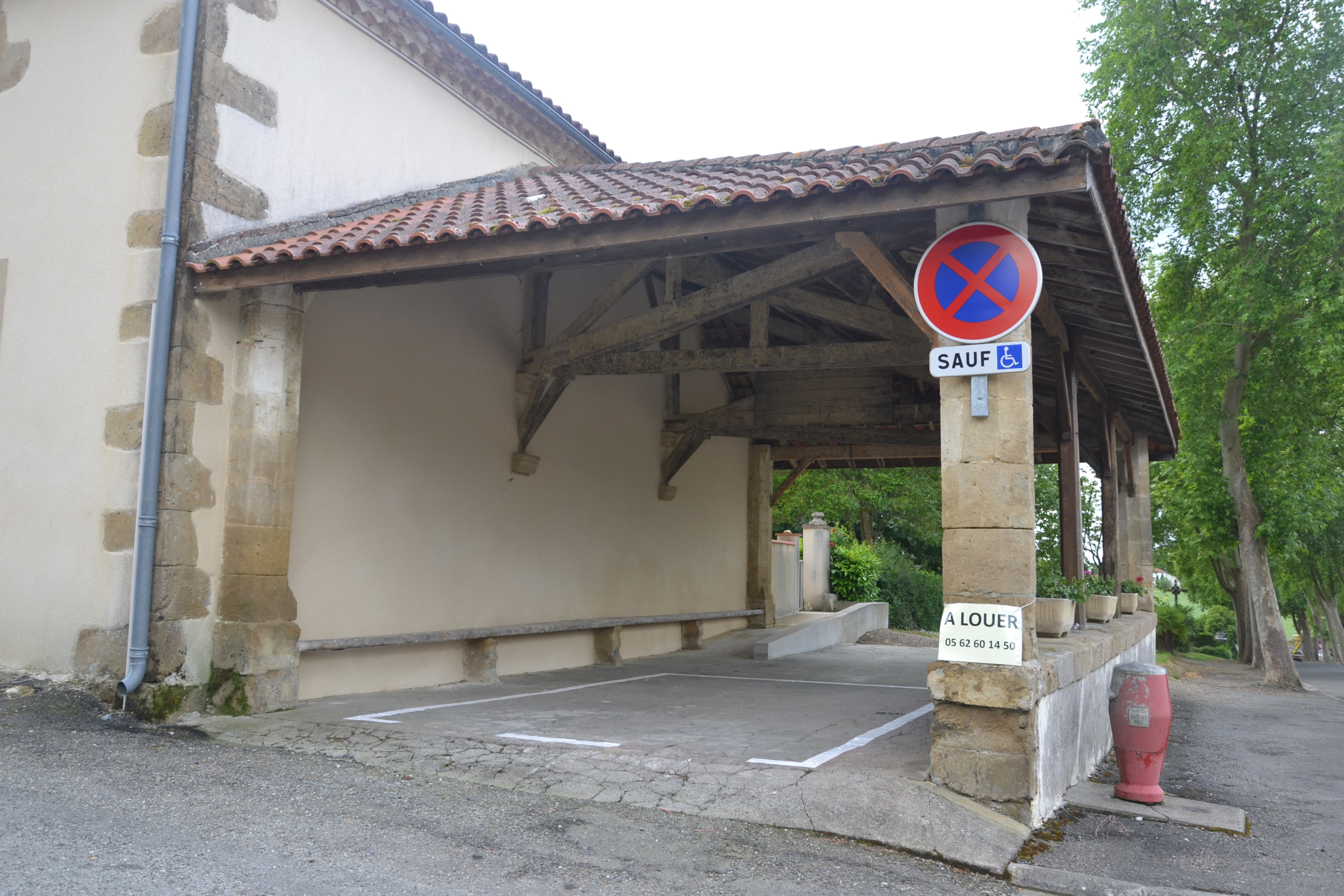
Halle communale.
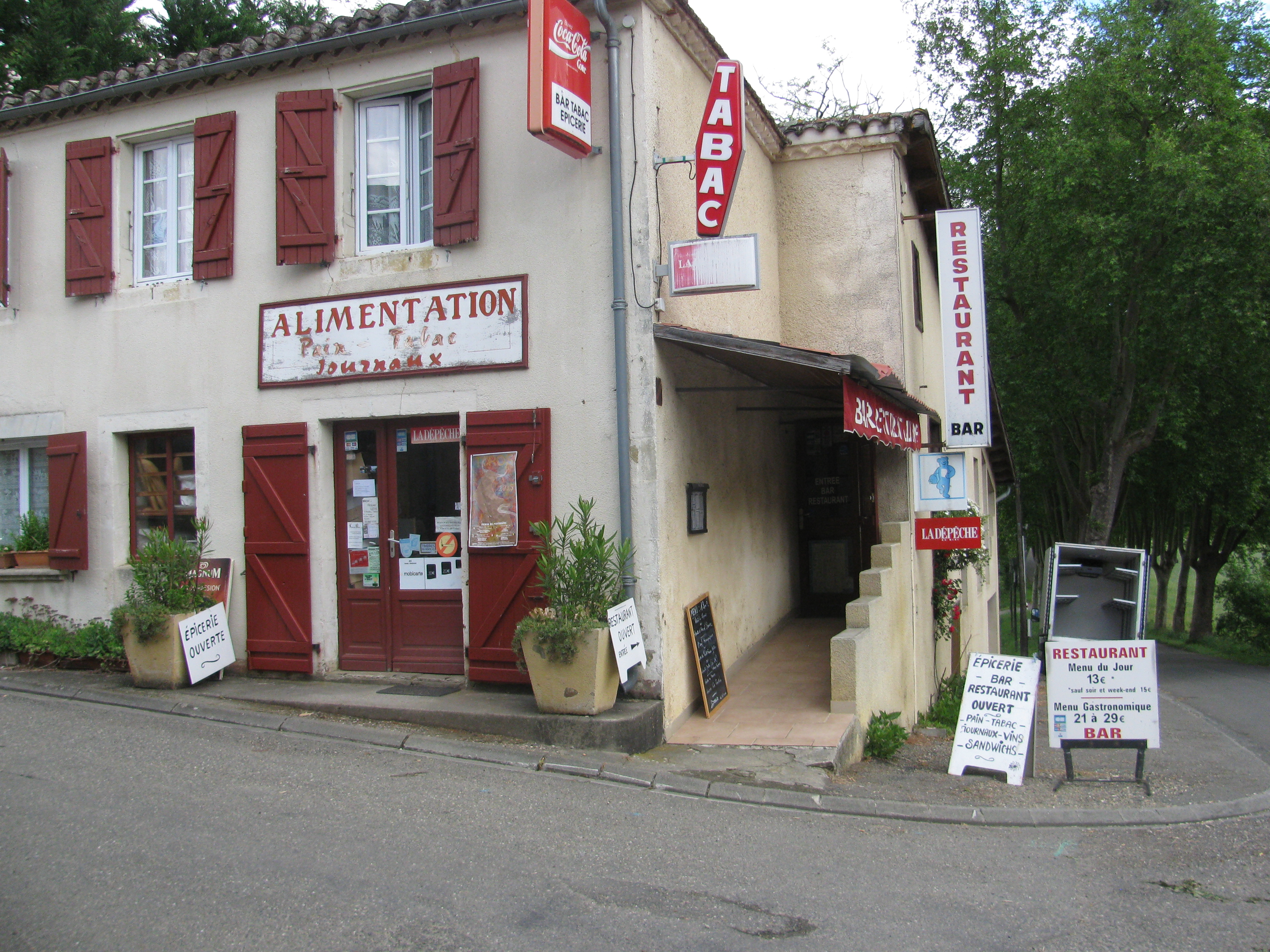
Bar-restaurant dans le village.

## Culture locale et patrimoine

### Lieux et monuments
- Église de l'Assomption.
- Château de Belmont[34]

### Personnalités liées à la commune
- Georges Bergé (1909-1997), général français, Compagnon de la Libération[35], est né à Belmont.